# موازی ساز

نمایی از کارکرد موازی‌ساز. شکل بالا، امواج دریافتی بوسیله آشکارساز، بدون موازی‌ساز. شکل پایین بالا، امواج دریافتی بوسیله آشکارساز، با موازی‌ساز.

موازی‌ساز (به انگلیسی: collimator) وسیله‌ای است که امکان تضعیف یا حذف بخشی از امواج دریافتی در ورودی را بسته به جهت بردار حرکت امواج نسبت به دستگاه و انرژی امواج، دارا می‌باشد. این امواج می‌تواند مکانیکی یا الکترومغناطیسی باشند. امواج خروجی از موازی‌ساز، دارای الگوی حرکتی هماهنگ و موازی‌تر به‌هم نسبت به امواج ورودی می‌باشند.

## موازی‌ساز نوری

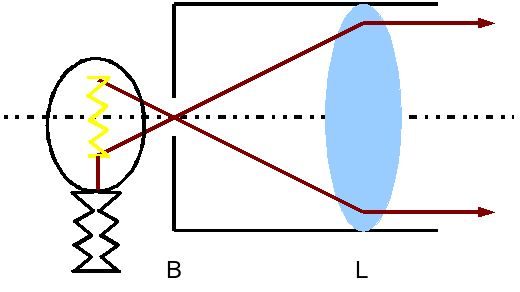
موازی‌ساز نوری شامل دیافراگم و لنز.

موازی‌سازهای نوری از آینه یا عدسی تشکیل یافته‌اند. این نوع از موازی‌سازها توانایی ساختن تصاویر در بینهایت را دارا می‌باشند.
موازی‌سازهای نوری در کالیبره نمودن دیگر دستگاه‌های اُپتیکی کاربرد دارند. از دیگر کاربردهای موازی‌سازهای نوری می‌توان در راستاسَنجی و درستی ساخت لوله سلاح و دوربین دوچشمی نام برد.

## موازی‌سازنوترونی

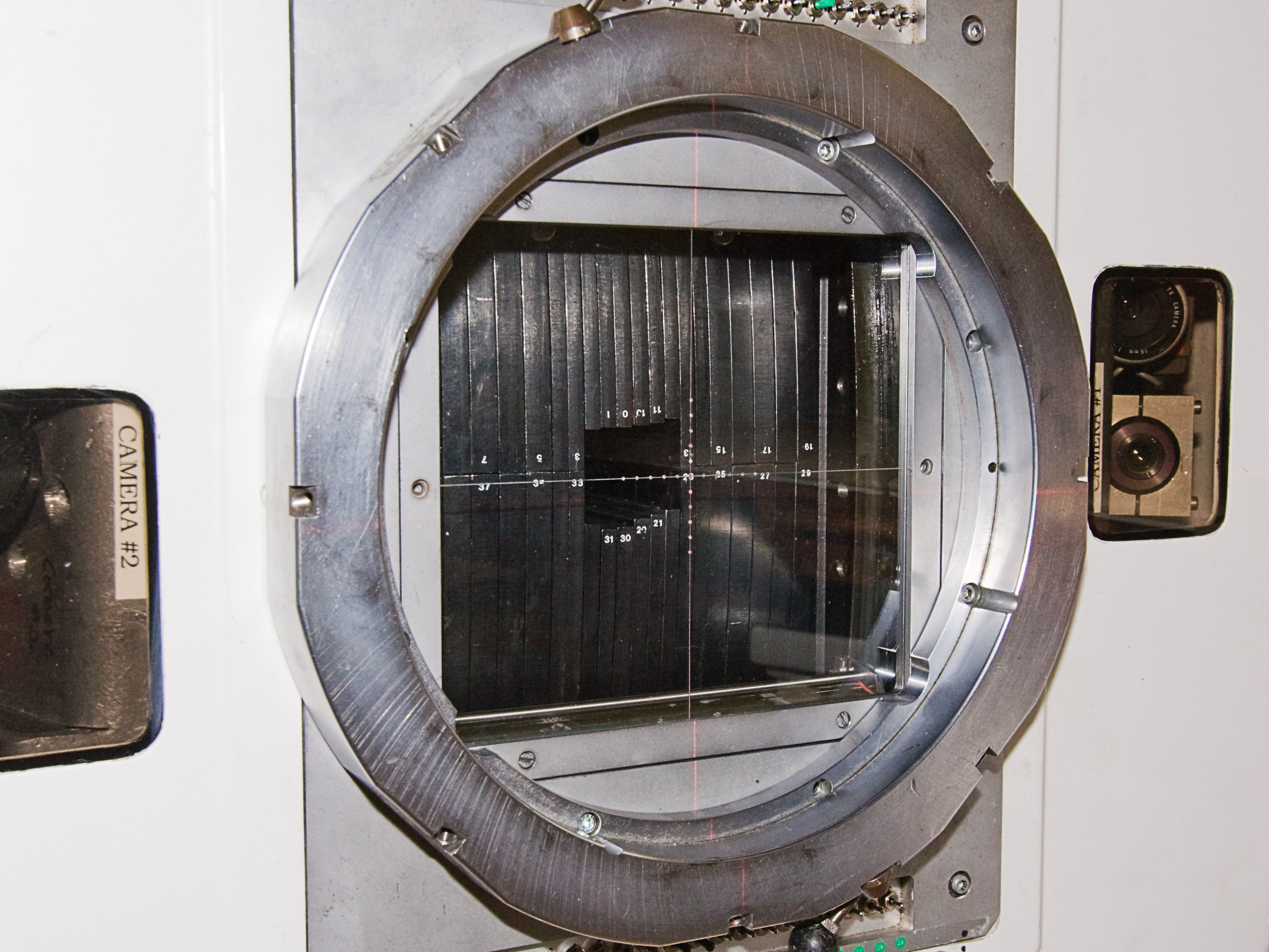
موازی‌ساز تابش‌های نوترونی شتاب‌دهنده حلقوی واشینگتن.

این دسته از موازی‌سازها در رآکتورهای هسته ای برای اندازه‌گیری میزان فعالیت رادیواکتیو (واپاشی هسته‌ای) سوخت‌های هسته‌ای به کار گرفته می‌شوند.

## موازی‌سازپرتو ایکس
این دسته از موازی‌سازها در تصویر برداری با پرتو ایکس کاربرد داشته و بخشی از تابش‌های پرتو ایکس که به شکل ناموازی به موازی‌ساز می‌رسند را فیلتر می‌نماید که موجب افزایش تفکیک‌پذیری تصاویر می‌گردد. اندازه این فیلترسازی بسته با فاصله سرچشمه تابش و ساختار فیزیکی موازی‌کننده دارد.

## موازی‌سازپرتو گاما
این دسته از موازی‌سازها از جنس سرب بوده و در طیف نگاری پرتو گاما در ماهواره‌های پژوهشی و دوربین گاما مورد استفاده قرار می‌گیرند.

## کاربردها

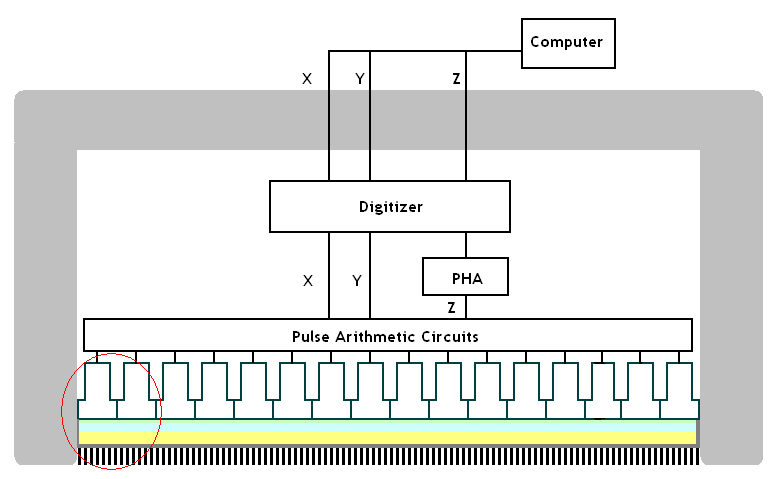
نمایی از دوربین گاما و کاربرد موازی‌سازها.

از کاربردهای موازی‌سازها می‌توان به موارد زیر اشاره نمود.
- پرتو درمانی.
- دوربین گاما (انگر کمرا).
- در رآکتورهای هسته‌ای و شتاب‌دهنده‌ها، برای پایش فعالیت رادیو اکتیو.
- دستگاه‌های تصویربرداری پرتو ایکس.
- کالیبره قطعات مکانیکی.

## محدودیت‌ها
موازی‌سازها موجب افزایش جدایی پذیری، می‌گردند و در برابر میزان شار انرژی سیگنال را کاهش می‌دهند که در کاربردهای ثبت از فاصله زیاد، لزوم بکارگیری آشکارسازهایی با حساسیت بالاتر را ایجاب می‌نماید. برای مثال در طیف‌سنج‌های پرتو گاما اندازه انرژی گذرنده از موازی‌سازهایی از جنس سرب، تا حد ۱٪ انرژی دریافتی، کاهش می‌یابد.